# Ormøya
59°52′38″N 010°45′37″Ø / 59.87722°N 10.76028°Ø
Ormøya er en ø i Oslo. Øen ligger i Bunnefjorden, med vejforbindelse til øen over Ormsundet fra Bekkelaget og Mosseveien. Ormøya er en lille ø på bare 1,80 hektar, men rummer ca. 120 husstande med alt fra schweizervillaer til rækkehuse fra 1970'erne. Øen har strande, bådpladser og egen park. Der er to offentlige bygninger:
- forsamlingshuset Villa Lilleborg i jugendstil.[1]
- den lille trækirke Ormøy kirke, tidligere kaldt "Ormøens kapel", tegnet af den tyske arkitekt Bernhard Christoph Steckmest, som også tegnede Sandakergården og Groschgården.

I 1992 blev Ormøy kirke antændt, men reddet af en årvågen vagtmand.
Ormøya tilhørte tidligere Aker herred før Aker blev indlemmet i Oslo i 1948.:137 
Oprindelig var Ormøya en fritidsø for hovedstadens bemidlede, deriblandt Camilla Collett, som ferierede på øen. Fra omkring 1900 blev det mere almindeligt at bo der fast.
Ormøya grænser mod øst til Paddehavet (= Tudsehavet), opkaldt efter øen Skilpadden, til daglig kaldt Padda (= Tudsen). Fra sydenden af Ormøya kan man køre over til Malmøya.
På Ormøya er der et stort friområde som heter Kock-haven, med bl.a en andedam med en hjerteformet ø i midten. Under broen over til den hjerteformede øen findes salamandere. I Kock-haven er der gode rekreationsmuligheder, æbletræer og legeplads for børn.
Øens eneste idrætsklub er Ormøya Tennisklub, som er et populært mødested.